# Alpaida urucuca
Alpaida urucuca là một loài nhện trong họ Araneidae.
Loài này thuộc chi Alpaida. Alpaida urucuca được Herbert Walter Levi miêu tả năm 1988.